# Heilig Hartbeeld (Ottersum)
Het Heilig Hartbeeld is een standbeeld in de Nederlandse plaats Ottersum, in de provincie Limburg.

## Achtergrond
Pastoor Louis van Laer vierde in 1946 zijn zilveren priesterjubileum en kreeg als geschenk van zijn parochianen een Heilig Hartbeeld aangeboden. Het zandstenen beeld werd gemaakt door Peter Roovers. 

## Beschrijving
Het beeld bestaat uit een staande Christusfiguur, gekleed in gedrapeerd gewaad. Hij houdt zijn beide armen langs het lichaam omlaag en toont in zijn handen de stigmata. Op zijn borst is het Heilig Hart zichtbaar. Aan zijn voeten zijn engelenkopjes of kinderkopjes te zien.